# Adelheid Habsbursko-Lotrinská
Adelheid Habsbursko-Lotrinská (německy: Adelheid Maria Josepha Sixta Antonia Roberta Ottonia Zita Charlotte Luise Immakulata Pia Theresia Beatrix Franziska Isabelle Henriette Maximiliana Genoveva Ignatia Marcus d’Aviano von Österreich; 3. ledna 1914, Zámek Hetzendorf – 3. října 1971, Pöcking, Bavorsko) byla rakouská arcivévodkyně, dcera posledního rakouského císaře Karla I.

## Původ
Byla druhým potomkem císaře Karla I. a princezny Zity Bourbonsko-Parmské. Měla pět bratrů a dvě sestry. Starší bratr Ota se stal po otcově smrti hlavou Habsbursko-Lotrinské dynastie.

## Život
Ve čtyřech letech byla nucena s rodiči opustit Rakousko, její výchova i přesto probíhala v rakouském duchu. Domluvila se německy, maďarsky, česky i chorvatsky. V Bruselu vychodila gymnázium a v Lovani absolvovala vysokou školu zaměřenou na politické a hospodářské vědy, které dokončila doktorátem. Roku 1935 se vrátila do Rakouska, kde podporovala svého bratra při restauraci trůnu. V roce 1938 však musela uprchnout před nacionálními socialisty ze země.
Krátce žila v Maďarsku, Belgii a Portugalsku a v Kanadě. V USA žila v New Yorku, kde byla nejprve pečovatelkou a poté učila na Fordhamské univerzitě sociologii. Od roku 1945 žila opět v Evropě a živila se novinařinou. Spolupracovala také s bratrem Otou. Po roce 1961 navštěvovala Rakousko velmi často. Zemřela svobodná roku 1971 a pohřbena byla ve městě Tulfes ležícím v okrese Innsbruck-venkov.